# Талочкин, Леонид Прохорович
Леони́д (Лё́ня) Про́хорович Талочкин (10 июня 1936, предп. Москва — 2 мая 2002, Москва) — российский коллекционер неофициального советского искусства 1950—1990-х годов; архивист, оставивший собрание каталогов и книг, документов, дневников и писем о художниках.

## Биография
Родился, предположительно, в Москве. Имел неоконченное высшее образование по специальности «инженер-конструктор». За годы работы инженером в Котло-турбинском институте получил несколько авторских свидетельств на изобретения. Не отрицал, что данная специальность ему была не близка. Поэтому решение оставить карьеру советского инженера и пойти по пути вольной творческой личности было принято достаточно легко.

«Леонид Прохорович гордился тем, что вовремя (в середине 60-х) сменил унылую карьеру советского инженера на незавидный для постороннего глаза удел маргинала.» — Газета "Коммерсантъ" №76 от 06.05.2002, стр. 14
В начале 1960-х годов оставил инженерную деятельность и погрузился в мир неофициального советского искусства. В это же время получил в дар свой первый художественный артефакт, ставший отправной точкой в собрании коллекции. Благодаря дружбе с художником Борисом Козловым знакомится с представителями московского художественного андеграунда и становится важной фигурой неофициальной культурной жизни этого периода.
Долгие годы начинающий коллекционер официально работал сторожем, лифтером, вахтером, кочегаром, монтером, дабы не быть обвиненным по статье за тунеядство. Данная «работа» была лишь ширмой, скрывающей истинную деятельность Талочкина.
В 1995 году женился на искусствоведе Татьяне Вендельштейн.
2 мая 2002 года в Москве в возрасте 65 лет скончался. Траурная служба прошла 6 мая в 11.00 в церкви Ильи Обыденного в 3-м Обыденском переулке. Похоронен в Москве на Ваганьковском кладбище.

### Творческая биография
Имя Талочкина появилось на небосклоне культурной жизни в начале 1960-х годов. В 1962 году Талочкин получил в подарок первую художественную работу, положившую начало собиранию большой коллекции, тогда еще мало кем ценимых артефактов. Этой работой был рисунок художника Бориса Козлова. Талочкина связывала с Козловым многолетняя дружба и благодаря этой дружбе начинающий коллекционер постепенно стал завсегдатаем в кругу молодых художников.
Он был обязательным сопровождающим и «летописцем» художественных акций, хеппенингов и прочих культурных действий. Талочкин не только подмечал и фиксировал основные события из жизни «другого искусства», но и участвовал в его формировании. Его коллекция с большой скоростью пополнялась и уже к 1975 году насчитывала около 600 работ. С середины 1970-х годов Леонид Прохорович решает посвятить себя архивированию художественной жизни московских художников-нонконформистов.
Начиная с 1970-х годов Талочкин начинает помогать в организации выставок. Его участие в выставочной деятельности данного временного периода неоценимо: он предоставлял работы из своей коллекции для экспонирования, составлял точные машинописные каталоги, фиксировал все происходящее, продолжая свою «летопись».
Стоит отметить, что первые выставки нонконформистов проводились в квартирах. Квартирные выставки были своего рода борьбой художников с устоявшейся политикой в сфере культуры и искусства. Результатом «квартирников» стало официальное разрешение на экспонирование работ неофициального искусства в павильоне «Дом культуры» на ВДНХ в 1975 году. Следующим успехом стала «Экспериментальная выставка» в помещении МОСХ на улице Беговой в 1976 году.
Культура самиздатовских журналов и каталогов так же связана с именем Талочкина. Он мог целый день ездить из одной квартирной выставки на другую, чтобы со скрупулёзной точностью зафиксировать все изменения в экспозициях.
В 1976 году многочисленное собрание Талочкина было поставлено на учет как «Памятник культуры всесоюзного значения» по предложению Министерства культуры СССР. После этого значимого события отношение Леонида Прохоровича к его собранию изменилось.

«Именно тогда я осознал себя коллекционером, а собранные мною картины — коллекцией», — говорит Талочкин.— 
Уже в конце 1980-х годов Талочкин задумывается об организации выставок своей коллекции. Результатом стали выставки «Ретроспекция. Москва 1957—1987» в 1988 году и «Другое искусство 1956—1976» в 1991 году.
О выставке «Другое искусство 1956—1976»:

«Широкое признание своей деятельности он получил гораздо позже — в 1991 году, когда в Третьяковке состоялась нашумевшая выставка „Другое искусство 1956—1976“, окончательно легализовавшая в общественном сознании советский художественный андерграунд. Едва ли не половину экспонатов этой огромной выставки составили работы из талочкинской коллекции, а его воспоминания и архивы легли в основу документальной книги „Другое искусство“, по сей день остающейся самым полным источником по истории неофициального сообщества.» — Газета "Коммерсантъ" №76 от 06.05.2002, стр. 14
От других крупнейших российских коллекционеров, современников Талочкина, его отличал живой интерес к новому искусству: он не остался в шестидесятых, подобно многим, а принимал и понимал все новые поколения художников. Поколения сменялись — оставался Леня Талочкин, его коллекция, его архив, его неимоверная память на самые удивительные истории. Седовласый богатырь, ходивший гигантскими шагами и знавший сто способов забивания гвоздей, он был воплощением самой жизни искусства, его вечного движения… Леонид Талочкин успел превратить коллекцию в музей: ценность его архивов ещё проявится — процесс описания и изучения этого искусства только начинается.

## Коллекция и архив
История коллекции Талочкина начинается в 1962 году с рисунка, подаренного молодым художником Борисом Козловым. Собранная Леонидом Прохоровичем коллекция уникальна тем, что практически все работы, а их около двух тысяч, были подарены коллекционеру самими художниками.

«Мне было приятно, — вспоминает коллекционер, — что автор сам выбирал картину мне в подарок, в этом была своя прелесть»."— https://web.archive.org/web/20110907011557/http://other-art.rsuh.ru/talochkin.html
Важной особенностью собрания Талочкина является тот факт, что коллекционер никогда не продавал подаренные ему работы. Все подаренные работы Талочкин хранил в своей комнате в коммуналке, которая постепенно превращалась в крохотную галерею. Для художников-нонконформистов дарение своей работы Леониду Прохоровичу было ценным вкладом в дальнейшую историю «другого искусства».
На сегодняшний день в коллекцию Талочкина входит около 2000 работ художников русского неофициального искусства. Собрание работ Леонида Прохоровича крупнейшее в России среди коллекций произведений андеграундных художников. В коллекцию входят живопись, скульптура, графика, культурные объекты художников неофициального искусства.
В собрание живописи Талочкина входят работы таких художников, как:
Абрамов А. С., Бич Б. Н., Звездочетов К., Немухин В. Н., Козлов Б. Н., Кропивницкий Л. Е., Плавинский Д. П., Рабин А. О., Рогинский М., Харитонов А. В., Косаговский Ю. Ю. и др.
В собрание графики Талочкина входят работы таких художников, как:
Зверев А.Т, Неизвестный Э. И., Кропивницкая В. Е., Краснопевцев Д. М., Плавинский Д. П., Яковлев В. И. и др.
В собрание скульптуры и объектов входят работы таких художников, как:
Неизвестный Э. И., Герловина Р. А., Жданова А. П., Соков Л. П., Косолапов А. С. и др.
В конце 1960-х годов Талочкин все глубже проникается фотографией и начинает фотографировать работы художников-нонконформистов. В настоящее время эти фотографии сложились в ценнейший архив, благодаря которому можно приблизительно оценить объемы творческого наследия художников неофициального искусства. Действительное местоположение многих работ определить очень трудно, поскольку работы покупались перекупщиками и коллекционерами по всему миру.
Помимо фотоколлекции Леонид Прохорович собирал и хранил открытки, брошюры, пригласительные, билеты, буклеты, программки, связанные с выставочной деятельность неофициального искусства.
Талочкин хранил все письма из переписок с корреспондентами, иностранными коллекционерами, работниками как отечественных, так и зарубежных культурных институций и представителями «другого искусства», часть которых эмигрировала из СССР. Удивительно то, что Леонид Прохорович делал копии отправленных им писем, что позволило восстановить цепочки диалогов.
Талочкин вел дневники, в которых описывал или даже документировал с предельной точностью все «вылазки» и художественные акты художников-нонконформистов. Эти дневники представляют собой важную хронику жизни и событий в кругу неофициальных художников. Так же, часть собрания Леонида Прохоровича занимают каталоги и книги о художниках.
В 1999 году коллекционер передал свою коллекцию в Музейный Центр РГГУ (Российского Государственного Гуманитарного Университета) на хранение. К моменту передачи коллекция художника насчитывала около 2000 артефактов. Годом позже в РГГУ основали музей «Другое искусство», в котором экспонировались работы художников-нонконформистов из собрания Талочкина.
В 2014 году Музей современного искусства «Гараж» выкупил архив Леонида Прохоровича. Собрание каталогов и книг о художниках Талочкина хранятся в публичной библиотеке Музея «Гараж».
Двумя годами позднее (в 2016 году) Татьяна Вендельштейн, вдова Леонида Прохоровича, приняла решение передать собрание работ Талочкина из музея «Другое искусство» в Государственную Третьяковскую Галерею. На 2022 год лучшие вещи собрания Талочкина можно увидеть в здании музея на Крымском Валу: это живопись и объекты Владимира Вейсберга, Вячеслава Колейчука, Льва Кропивницкого, Лидии Мастерковой, Владимира Немухина, Оскара Рабина и многих других. Эти работы рассредоточены по постоянной экспозиции, а около 30 работ собраны в именном зале Талочкина.

## Выставки

### 1970-е годы
- «Выставка на открытом воздухе». Талочкин в роли организатора. Предоставил 5 работ из собственной коллекции. Выставка проходила 22 июля 1970 года по адресу ул. Рылеева д.2.
- «10 художников из Москвы». Талочкин занимался разработкой выставки и собранием ее каталога. Выставка проходила с 20 августа по 30 сентября 1971 года в Дании Копенгагене в Коммунальном культурном фонде.
- «Бульдозерная выставка». Талочкин предоставил работу Жарких Ю. «Рождество». Выставка проходила 15 сентября 1974 года.
- Выставка в павильоне «Пчеловодство» ВДНХ. Талочкин предоставил работы из своей коллекции, создал каталог. Дата выставки- 19 февраля 1975 года.
- Выставка в павильоне «Дом Культуры» ВДНХ. Талочкин член оргкомитета, предоставил работы из своей коллекции, составил самиздатовский каталог. Выставка проходила с 20 по 30 сентября 1975 года.
- «Выставка произведений 7 московских художников». Талочкин предоставил работы из своей коллекции и составил каталог. Выставка проходила на Малой Грузинской в мае 1976 года.
- «Весенние квартирные выставки». Талочкин был в числе помощников в организации выставки, составил каталог. Выставка проходила в мае 1976 года.
- «Экспериментальная выставка». Талочкин занимался подготовкой и организацией выставки, создал каталог, который напечатали на типографии. Выставка проходила в выставочном зале МОСХа в августе 1976 года.

### 1980-е годы
- «Ретроспекция». Талочкин занимался разработкой идеи выставки, принимал участие в организации экспозиции, предоставил из своей коллекции более 70 работ, создал каталог выставки. Выставка проходила в сентябре 1987 года.
- Персональная выставка В. Вайсберга. Талочкин предоставил из своей коллекции 2 работы. Дата проведения выставки- март 1988 года.
- «Московское неофициальное искусство 1960-70-х годов из собрания Талочкина». Талочкин предоставил из своей коллекции 82 работы 31 художников-нонконформистов. Выставка проходила в Куйбышевском областном художественном музее с 1 марта по 16 апреля 1989 года.
- Донецкий Выставочный центр Авангард, с 1988 по 1990, демонстрация коллекции Талочкина производилась путем проецирования диапозитивов на экран (с увеличением).

### 1990-е годы
- «Другое искусство. 1956—1976». Талочкин предоставил из своей коллекции 55 художественных работ и архивные материалы, был куратором выставки, составил двухтомный каталог. Выставка проходила в Третьяковской Галерее с 1990 по 1991 годы.  Леонид Талочкин и художница Юлия Долгорукова в Московском доме художника Москва, 1991

Леонид Талочкин и художница Юлия Долгорукова в Московском доме художника Москва, 1991

- «Мастера отечественного авангарда из собрания Талочкина». Талочкин предоставил 122 работы. Выставка проходила в Художественной Галерее Калининграда с 28 декабря 1991 года по 26 января 1992 года.
- «Другое искусство из собрания Талочкина». Талочкин предоставил 128 работ из собственной коллекции. Выставка проходила в ФРГ Неssеn, Rhon, Hofbieber — Kleinsassen с 13 июня по 15 сентября 1992 года.
- «Рогинский, Турецкий, Чернышев». Талочкин был куратором раздела М. Чернышева, предоставил 7 работ М. Рогинского из собственной коллекции. Выставка проходила в ЦДМ в октябре 1993 года.
- «Александр Харитонов». Талочкин предоставил из собственной коллекции 14 работ. Выставка проходила в Третьяковской Галерее в январе 1994 года.
- «Наив в работах современных художников». Талочкин предоставил 11 работ из собственной коллекции. Выставка проходила в Галерее «Дар» в ноябре 1994 года.
- Посмертная выставка Александра Рабина. Талочкин предоставил 3 работы из собственной коллекции. Дата выставки — 5 января 1995 года.
- "20 лет спустя — памяти «Пчеловодства». Талочкин предоставил 9 работ из собственной коллекции. Дата выставки- 19 — 28 февраля 1995 года[5].
- «Русское зарубежье». Талочкин предоставил 39 работ из собственной коллекции. Выставка проходила в Музейном Центре РГГУ с 24 мая по 21 июня 1996 года.
- «Здравствуй, дверь, или дураки едят пироги». Талочкин предоставил 17 работ из собственной коллекции. Выставка проходила в Галерее «Red art» 28 мая 1997 года.
- «Выставка в темном прохладном месте. Евгений Рухин. Живопись». Талочкин предоставил 42 работы из собственной коллекции. Выставка проходила в Галерее «Red art» 6 декабря 1997 года.
- Выставка памяти А. А. Штейнберга. Талочкин предоставил 17 работ из собственной коллекции. Выставка проходила в Центральном Литературном музее в феврале 1998 года.
- Международная художественная ярмарка «Арт-Москва». Талочкие предоставил 9 работ из собственной коллекции. Ярмарка проходила в Малом Манеже с 5 по 9 марта 1998 года.
- «Толстые письма. Русское барокко в мейл-арте (из собрания Л. П. Талочкина)». Талочкин предоставил работы из собственной коллекции. Выставка проходила в Центре Современного Искусства Сороса с 1 по 14 сентября 1999 года.

### 2000-е годы
- Евгений Рухин из коллекции Л. П. Талочкина. Талочкин предоставил работы из собственной коллекции. Совместный проект Музея Нонконформистского искусства (СПб) и музея Другое искусство, проходивший с 23 сентября по 8 октября 2000 года.
- «Тишина безмолвия». Выставка Л. Снегирева, проходила в Музейном Центре РГГУ с 18 декабря 2000 года по 10 января 2001 года.

## Семья
- Вендельштейн, Татьяна Борисовна (1954) — жена, российский искусствовед.
- Вендельштейн Борис Юрьевич (1926—2001) — тесть, российский учёный, профессор, член-корреспондент РАЕН, выдающийся специалист в области петрофизики сложных коллекторов нефти и газа, природы электрохимических явлений в горных породах.
- Талочкина Ирина Юльевна (девичья фамилия Ходарева, в настоящее время — Туманова) — первая жена, художник, дочь — Талочкина Марфа Леонидовна[6]